# Winterzhofen
Winterzhofen ist ein Gemeindeteil der Stadt Berching im Landkreis Neumarkt in der Oberpfalz.
Kirchlich gehört das Dorf zur Pfarrei Berching im Dekanat Neumarkt in der Oberpfalz.

## Mariahilfkapelle
In der Dorfmitte steht eine Mariahilfkapelle. Es handelt sich um einen Saalbau aus dem 18. Jahrhundert mit Schweifgiebel. Der Glockenturm wurde im 19. Jahrhundert angebaut.

## Geschichte
Am 1. Juli 1972 wurde Winterzhofen nach Berching eingemeindet.